# Praesidium Pompei
Praesidium Pompei је један од староримских урбаних центара које се налазило у области данашњег централног Поморавља. На овом подручју важне центре чинили су још и Наис, Praesidium Dasmini и Horreum Margi. Ова четири насеља налазила су се на главним комуникацијама од Подунавља преко централног Балкана. Сматра се да се насеље Praesidium Pompei развијало у периоду од 1. века, до средине 5. века, када је највероватно уништено током најезде Хуна. Остаци насеља данас се налазе испод савремених насеља Ћићина и Рутевац, што отежава археолошко истраживање.

## Локалитет
био је централно место у Алексиначкој долини, која је током Антике била богата сировинама, пре свега житом и рудом гвожћа. Овде су откривени виле рустике и насеља типа pagus или vikus. На локалитету Друговац - Црнокалачка бара откривени су Митрина икона, остава новца и фибуле. У селу Честа откривена је остава са 337 комада сребрног новца из римског периода, а поред насеља Моравац пронађена је средњовековна некропола.
Антички итинерери (Tabula Peutengeriana, итинераријум Antonini Augusti, Hierosalymitanum) помињу на овом подручју римско насеље Praesidium или mansio Pompei.
На основу милијације и археолошких налаза сматра се да је ово насеље било на локалитету Зиндан, јужно од цркве Свете Марије у атару Ћићина у Алексиначкој долини.

## Војно утврђење
Према налазу епиграфског споменика припадника кохорте Аурелија Дарданца и војне опреме и крстастих фибула претпоставља се војни значај локалитета. Значајни налази су делови појасне војне опреме, попут дводелне копче са покрентим бубрежастим оковом украшеним на проламање са низом малих кружница, једноделне појасне копче са пређицом у облику трапеза увучених страница, копче које су биле део коњске опреме, окови у облику пропелера и бронзани језичасти привесци.

## Реверенце
1. ↑  Душан Рашковић, Римско насеље Praesidium Pompei, Римљани у Алексиначкој долини, Ниш и Византија 5, стр. 205-226, Ниш, 2005.